# Lucy de László
Lucy Madeleine de László de Lombos (nhũ danh Guinness; 22 tháng 12 năm 1870 - 27 tháng 12 năm 1950) là một người Anh-Ireland, nhạc sĩ nghiệp dư, người ghi chép nhật ký và là vợ của họa sĩ Philip de László. Bà vốn là một thành viên của gia tộc Guinness, đồng thời là cháu gái của Robert Rundell Guinness, người sáng lập ngân hàng Guinness Mahon. Bà trở thành một phần của giới quý tộc Hungary vào năm 1912 khi chồng mình được Hoàng đế Franz Joseph I của Áo phong tước. Khi Guinness gặp de László năm 1892 tại München vào những tháng ngày học âm nhạc, bà đã trở thành chủ đề của một loạt bức tranh chân dung do ông vẽ.

## Cuộc sống đầu đời và gia đình
Guinness được sinh ra tại Burton Hall, ngôi biệt thự nông thôn của gia đình bà nằm ở Stillorgan, hạt Dublin. Cha bà, Henry Guinness, Esq., là một thẩm phán tòa hòa giải, từng là giám đốc cơ sở hạt Dublin của ngân hàng Guinness Mahon. Mẹ bà là Emelina Brown Guinness, con gái của James Brown, Esq., giới quý tộc của Edinburg. Bà là em gái của chính trị gia và kỹ sư Henry Seymour Guinness. Là một thành viên của gia đình Guinness quý tộc, bà còn là cháu nội của chủ ngân hàng Robert Rundell Guinness và là cháu gái của chính trị gia Richard Samuel Guinness.

## Trưởng thành

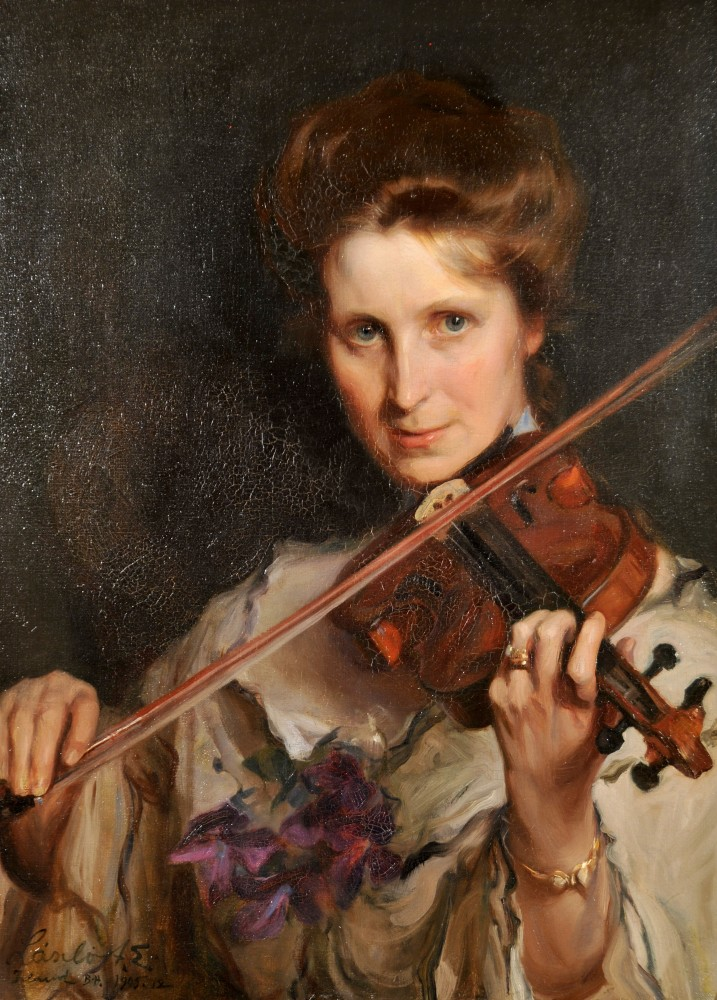
Lucy khi đang chơi vĩ cầm, tranh vẽ năm 1905.

Vào đầu thập niên những năm 1890, Guinness và em gái của bà là Eustace được đào tạo âm nhạc ở München. Năm 1892, khi ở München, bà gặp họa sĩ người Anglo-Hungary Philip László khi ông đang theo học tại Học viện Mỹ thuật Hoàng gia Bayern. Gia đình bà đã không chấp nhận chuyện bà yêu đương một chàng họa sĩ sinh viên có xuất thân từ tầng lớp khiêm tốn, mặc dù ông đã sớm thành công với tư cách là một họa sĩ vẽ chân dung, và vì vậy cặp đôi đã chia tay. László tiếp tục vẽ chân dung những thành viên trong gia đình hoàng gia Bungary, trong đó có cả hoàng đế Franz Joseph I của Áo và Giáo hoàng Leo XIII. Cuối cùng ông đã nhận được sự chấp thuận của gia đình phía Guinness. Guinness đã được phép kết hôn với ông và hai người tổ chức đám cưới vào năm 1900. Chồng bà, vốn là người Do Thái lớn lên và cải đạo sang Công giáo, sau đó đã chuyển sang Anh giáo để kết hôn với bà. Hai người có tất cả sáu người con.
Sau khi kết hôn, cặp vợ chồng sống ở Budapest và Viên trước khi định cư ở Luân Đôn vào năm 1907. Guinness và chồng trở thành một phần của giới quý tộc Hungary khi László được Hoàng đế Franz Joseph I phong làm quý tộc vào năm 1912, lấy tên họ là "de László de Lombos".

## Di sản
Một bức chân dung vẽ Lucy de László vào năm 1902 có tựa đề Lucy de László đã được trưng bày tại khu đất cũ của gia đình bà là Farmleigh. Bức chân dung mô tả bà đang chơi một cây vĩ cầm, gợi nhớ đến khả năng âm nhạc của bà. Chồng bà bắt đầu phác thảo bức chân dung khi cả hai đang đi nghỉ ở Rothéneuf. Bức chân dung này là bức tranh đầu tiên mà de László vẽ kể từ tuần trăng mật của họ, và là bức chân dung đầu tiên của ông sử dụng phong cảnh làm nền. Chồng bà đã vẽ ít nhất năm bức chân dung được biết đến trong đó bà là chủ đề. Ông là một trong những nghệ sĩ vẽ chân dung đầu tiên được công nhận vì đã vẽ về các tài năng của các người phụ nữ.
Nhật ký của Guinness đã được xuất bản tại Luân Đôn vào năm 2019 với tựa đề The Diaries of Lucy de László, Volume I: 1890–1913 (tạm dịch là "Nhật ký của Lucy de László, tập I: 1890–1913").